# اونوره دومت
اونوره دومت (انگلیسی: Honoré Daumet; ۲۳ اکتبر ۱۸۲۶ – ۱۲ دسامبر ۱۹۱۱) معمار اهل فرانسه بود.
وی همچنین برندهٔ جوایزی همچون لژیون دونور (افسر)، لژیون دونور (فرمانده)، جایزه بزرگ رم، و لژیون دونور (شوالیه) شده‌است.